# Sénépy
Cet article possède un paronyme, voir Le Génépi.
Le Sénépy ou Senépy, autrefois Génépi, est une montagne de France culminant à 1 769 mètres d'altitude dans le département de l'Isère, sur le territoire de la commune de Mayres-Savel près de la ville de La Mure. Son ascension ne présente pas de difficulté majeure.
Il domine la basse vallée du Drac à l'ouest et au sud, notamment la corniche du Drac au-dessus du lac de Monteynard-Avignonet, et la Matheysine à l'est.

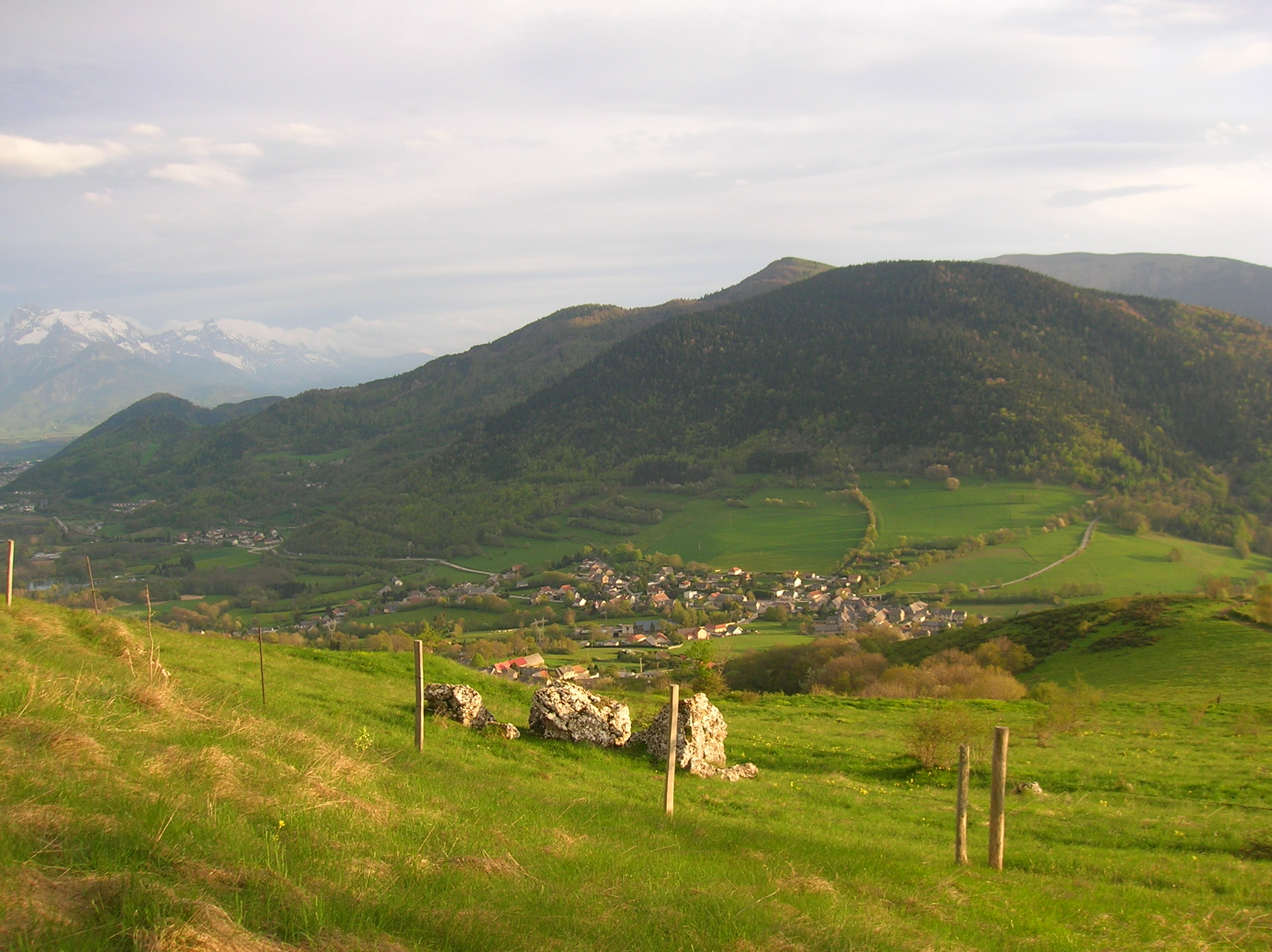
Le Sénépy dominant Pierre-Châtel depuis la Pierre Percée au nord-est.